# Hegylakó 4. – A játszma vége
A Hegylakó 4. – A játszma vége (eredeti címén: Highlander: Endgame) egy 2000-ben bemutatott amerikai fantasy és akciófilm, amelyet Doug Aarniokoski rendezett. A produkció főszerepében Adrian Paul, Christopher Lambert, Bruce Payne és Lisa Barbuscia. Ez volt az utolsó rész, amiben Lambert Connort alakította.
A film premierjét 2000. szeptember 1-jén mutatták be az Egyesült Államokban. Magyarországon 2001. március 8-tól vetítették a mozikban.

## Cselekmény
Kr. u. 1555-ben Connor MacLeod visszatér egykori otthonába, a skóciai Glenfinnanba, hogy megmentse anyját a falu papjától, Jacob Kelltől. Kell boszorkányság miatt kivégezteti Connor anyját. Connor megöli Kellt és Kell nevelőapját, Rainey atyát, majd felgyújtja Glenfinnant. Jacob Kell halhatatlanként születik újjá, és bosszút esküszik Connor ellen Rainey haláláért. A következő négy évszázadot azzal tölti, hogy a Connornak kedves embereket vadássza le.
Valamikor a Kurgan halála után Jacob Kell megöli Connor fogadott lányát, Rachel Ellensteint. Connor összetört szívvel indul a Menedékbe, ahol a Halhatatlanokat a Figyelők egy alcsoportja felügyeli, hogy megakadályozzák a Díj elnyerését.
Egy évtizeddel később Kell és tanítványai megtámadják a Szentélyt, és a Halhatatlanokat lefejezik, de Connort megkímélik. Duncan MacLeodnak látomása támad, és útnak indul, hogy kiderítse a dolgok mikéntjét. Duncan Londonból New Yorkba utazik, és felkeresi Connor New York-i lakását, amely megsemmisült a Rachel halálát okozó robbanásban. Duncan találkozik Kate-tel, aki 200 évvel ezelőtt a felesége volt, majd Jacob Kell és csapata is megérkezik. Duncan a harcban eszméletét veszti, és a Figyelők elrabolják.
Duncant a Figyelők a Szentélyben akarják tartani, hogy a Díjat ne nyerhesse el egyetlen Halhatatlan sem. Később Methos és Joe Dawson Figyelő kisegítik a bajból. Duncan próbálja a maga oldalára fordítani Kate-et, aki Kellnek dolgozik. Bár nem sikerül kibékülniük, együtt töltik az éjszakát. Ezalatt Kell Duncan halálát tervezi, és azt akarja, hogy Connor maga végezze ki rokonát. Kell egy vacsoraünnepséget rendez, ahol végül saját csapatának a fejét veszi, és a Gyorsulással erősebb lesz. Connor és Duncan harcpárbajba kezdenek, Connor pedig ráveszi Duncant, hogy végezzen vele, mert így ő is erősebb lesz.
Duncan Connor erejével felruházva megvívja Kell-lel a végső csatát, és győzedelmeskedik. A férfi megadja Connornak a végtisztességet, és eltemeti Heather és Ramírez mellé Skóciában.
Produceri vágás: Miután Duncan eltemeti Connort, megjelenik Kate, akit Kell nem végzett ki, és kibékülnek.

## Szereplők
| Szerep               | Színész             | Magyar hangja              | Magyar hangja             |
| Szerep               | Színész             | 1. magyar változat (Mokép) | 2. magyar változat (2020) |
| -------------------- | ------------------- | -------------------------- | ------------------------- |
| Duncan MacLeod       | Adrian Paul         | Gesztesi Károly            | Pál Tamás                 |
| Connor MacLeod       | Christopher Lambert | Szakácsi Sándor            | Szabó Máté                |
| Jacob Kell           | Bruce Payne         | Helyey László              | Jakab Csaba               |
| Kate MacLeod / Faith | Lisa Barbuscia      | Kisfalvi Krisztina         | Kisfalvi Krisztina        |
| Jin Ke               | Donnie Yen          | Holl Nándor                | Juhász Zoltán             |
| Cracker Bob          | Ian Paul Cassidy    | Tóth Roland                | Kovács Lehel              |
| Methos               | Peter Wingfield     | Sztarenki Pál              | Galbenisz Tomasz          |
| Carlos               | Damon Dash          | Galambos Péter             | Barabás Kiss Zoltán       |
| Heather MacLeod      | Beatie Edney        | n.a                        | Kökényessy Ági            |
| Kirk                 | Doug Aarniokoski    | n.a                        | n.a                       |
| Joe Dawson           | Jim Byrnes          | Végh Ferenc                | Bartók László             |
| Rachel Ellenstein    | Sheila Gish         | Vennes Emmy                | F. Nagy Eszter            |
| Knave                | Paul Bigley         | Vizy György                | Fehérváry Márton          |
| Lachlan              | Adam Copeland       | Megyeri János              | n.a                       |
| Rainy atya           | Donald Douglas      | Palóczy Frigyes            | Schneider Zoltán          |
| Winston              | Oris Erhuero        | Varga Tamás                | Papucsek Vilmos           |
| szerzetes            | Christopher Leps    | Tarján Péter               | Pásztor Tibor             |
| Matthew Hale         | Thomas Lockyer      | Tarján Péter               | Gyurin Zsolt              |
| hölgy                | Charmian May        | Várnagy Katalin            | n.a                       |
| hóhér                | Liviu Timus         | Végh Ferenc                | Fehérváry Márton          |
| Caiolin MacLeod      | June Watson         | Bókai Mária                | Rátonyi Hajni             |

További magyar hangok: Csuha Lajos, Hirling Judit, Kajtár Róbert, Megyeri János, Erdős Borcsa, Molnár Levente, Pásztor Tibor

## Fogadtatás
A film többségében kedvezőtlen kritikát kapott. A Rotten Tomatoeson 11%-os minősítést ért el 53 értékelés alapján, az összefoglaló szerint: „A negyedik és valószínűleg utolsó Hegylakó-film egy zavaros zűrzavar, rossz színészi játékkal és párbeszédekkel.” Kevin Thomas a Los Angeles Timestól azt írta: „A Hegylakó 4. szenzációsan néz ki, villámgyorsan mozog. De a forgatókönyve (Joel Soisson írta) nem próbál logikus vagy akár érthető lenni.” Elvis Mitchell a New York Times-tól azt írta: „Amikor a Hegylakó megmarad a közelharcoknál, és nem próbál mélyebb gondolatokat nyújtani egy halhatatlan életéről, akkor a saját feltételei szerint működik.” Jonathan Foreman a New York Posttól azt írta: „A történet annyira inkompetens módon van felépítve, hogy az értelmetlen akciójelenetek közötti hosszú szünetek miatt az ember elgondolkodik azon, hogy vajon egy kiskorú rajongó írta-e.”
A MetaCritic 21 pontot adott a 100-ból 16 vélemény alapján. Vicky Edwards a Chicago Tribune-től azt írta: „A film az idejét magyarázkodással tölti, magára a filmre pedig nem sok marad.” Lisa Schwarzbaum az Entertainment Weeklytől azt írta a film „végtelen, zsibbasztó egyformaság.”
A Box Office Mojo szerint a film 15 millió dolláros bevételt ért el a 25 millió dolláros költségvetéssel szemben. A produkció így veszteséges lett.